# Unione Sportiva Aosta Calcio 1991-1992
Questa voce raccoglie le informazioni riguardanti l'Unione Sportiva Aosta Calcio nelle competizioni ufficiali della stagione 1991-1992.

## Organigramma societario
Area direttiva
- Presidente: Emilio Bertona
- Amm. Delegato: Rag. Romano Bo
- Segretario Generale: Roberto Quirico

Area tecnica
- Direttore sportivo: Prof. Osvaldo Cardellina
- Allenatore: Natalino Fossati

## Rosa
| N. |                   | Ruolo | Calciatore          |
| -- | ----------------- | ----- | ------------------- |
|    | Italia (bandiera) | C     | Antonino Barone     |
|    | Italia (bandiera) | P     | Orazio Buda         |
|    | Italia (bandiera) | A     | Luca Campistri      |
|    | Italia (bandiera) | A     | Alessandro Caponi   |
|    | Italia (bandiera) | C     | Enrico Colnaghi     |
|    | Italia (bandiera) | C     | Gianni Cuc          |
|    | Italia (bandiera) | C     | Mauro De Angelis    |
|    | Italia (bandiera) | P     | Antonello De Giorgi |
|    | Italia (bandiera) | D     | Yves D'Hérin        |
|    | Italia (bandiera) | C     | Ivan Ferretti       |
|    | Italia (bandiera) | D     | Claudio Gabetta     |
|    | Italia (bandiera) | A     | Marco Girelli       |

| N. |                   | Ruolo | Calciatore             |
| -- | ----------------- | ----- | ---------------------- |
|    | Italia (bandiera) | C     | Gianpaolo Lussignoli   |
|    | Italia (bandiera) | D     | Nino Maestrelli        |
|    | Italia (bandiera) | C     | Roberto Marchisio      |
|    | Italia (bandiera) | P     | Lorenzo Mazzoleni      |
|    | Italia (bandiera) | A     | Massimo Montanari      |
|    | Italia (bandiera) | D     | Giovambattista Orlando |
|    | Italia (bandiera) | A     | Salvatore Orofino      |
|    | Italia (bandiera) | C     | Federico Paini         |
|    | Italia (bandiera) | D     | Emanuele Panizza       |
|    | Italia (bandiera) | A     | Giuseppe Pensiero      |
|    | Italia (bandiera) | D     | Danilo Tedoldi         |
|    | Italia (bandiera) | C     | Andrea Zucco           |